# 유두 (혀)

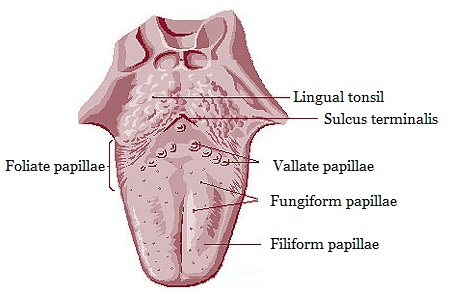
혀 표면의 ⅔을 덮고 있는 유두

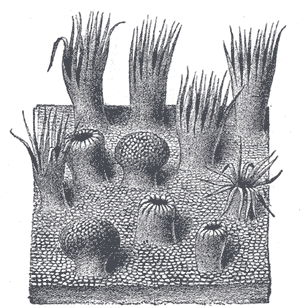
혀 표면을 확대하여 자세히 살펴본 유두

유두(乳頭)는 혀의 혓등 표면 점막의 ⅔에 솟아 있는 작은 돌기로, 젖꼭지와 구별짓기 위해 다른 말로는 설유두 또는 혀유두라고 한다. 매우 다양한 모습으로 솟아 있으며, 이 돌기 때문에 혀의 질감이 꺼끌꺼끌해진다. 구조는 미뢰와 직결되어 있다.